# 江苏巡抚衙门旧址
江苏巡抚衙门旧址位于中国江苏省苏州市沧浪区书院巷20号，为苏州最大的行政官署，现存建筑为同治五年（1866年）重建，中轴线上原有七进建筑，现存大门、仪门、后堂和后楼四进（其中大门和仪门为原物），西侧附设花园，现由苏州卫生职业技术学院管理使用。

## 历史
该建筑所在地原为宋代魏了翁所创鹤山书院（元代迁建于此），明代改书院为衙署，宣德五年（1430年）设应天巡抚，乾隆二十五年（1760年）设江苏巡抚，均常驻苏州。明清两代在此办公的历任巡抚共215人，著名者如海瑞、林则徐、汤斌、梁章钜、宋荦、陶澍等。
1911年武昌起义后的一个月，張通典率部于11月5日攻入江苏巡抚衙门。江苏巡抚程德全在此宣布江苏省脱离清廷独立，并将其改作中华民国军政府江苏都督府。2005年7月至2006年3月曾进行保护性抢修。